# 坎托德爾利亞諾
坎托德爾利亞諾（西班牙語：Canto del Llano），是巴拿馬的城鎮，位於該國中西部，由貝拉瓜斯省的聖地牙哥區負責管轄，面積79.1平方公里，海拔高度90米，2010年人口13,331，人口密度每平方公里168.5人。